# Malaxis histionantha
Malaxis histionantha là một loài thực vật có hoa trong họ Lan. Loài này được (Link) Garay & Dunst. mô tả khoa học đầu tiên năm 1976.